# 大都会 闘いの日々
『大都会 -闘いの日々-』（だいとかい たたかいのひび）は、1976年1月6日から8月3日まで、日本テレビ系列で毎週火曜21:00 - 21:54（JST）に全31話が放送された、石原プロモーション制作の刑事ドラマ。『大都会』シリーズの第1作目に当たる。

## 概要
「石原プロTV第一回作品」と銘打って制作された本作品は、前年まで2年余りにわたって病床にあった渡哲也の復帰第1作としても位置づけられており、劇場映画からテレビへ軸足を移した石原プロモーション作品のノウハウが固められたのも本作品である。
当初、1975年3月19日に第1案として出された企画書の段階では、『夜の紋章』という仮題が付けられていた（この時点では、制作会社も「未定」の状態だった）。その後、『大都会の夜』というタイトルで一度は決定を見たものの、「『大都会』と短くした方が伝わりやすいから、これで行こう」という石原裕次郎の一存によって変更された。前述の第1案の企画書の段階では、1975年10月放送開始と記されているが、渡哲也の復帰に合わせて1976年1月からのスタートとなった。
原案とメインライターは、以前より石原裕次郎とも付き合いのあった倉本聰が手掛け、マル暴担当刑事の黒岩頼介（渡）と事件記者である滝川竜太（石原）を中心に、彼らの姿を通して暴力団事件の陰に潜む非業に満ちたドラマが描写される。物語上の主人公は黒岩だが、滝川はその黒岩を見守る大きな存在であることも特徴である。本作品スタート前に、倉本は企画意図として「くどくど理屈は並べ立てず、媚びることなく、視聴者には本格的なサスペンスの醍醐味に合わせて少しの人生のペーソス（哀感など）を見せ、無条件で愉しんでもらえて圧倒的支持を得られる物を。」と、その旨を記している。
組織暴力捜査の専務課である、捜査第4課を主な舞台としている点も本作品の大きな特徴であり、マスメディアの視点から暴力団事件を追う新聞記者たちの活躍や、シリーズを通して描かれるサイドストーリーも見所に据えられている。また、当時の刑事ドラマにありがちだったアクション要素をあえて排除し、警察の組織体制や捜査手法、暴力団事件の手口なども非常にリアルに描いている。一方で、従来の刑事ドラマの基本スタイルである、刑事が犯人を追いつめて事件解決という流れに至るという筋書きは、本作品では数えるほどしかなく、エピソードの大半は捜査の過程や結果が不透明のまま話が終わるというケースがほとんどであった。その作風も、脚本家によってかなりのバラつきがあり、各エピソードもスローテンポな演出で描かれることが多かった。物語中盤になると、黒岩や滝川の出番を減らし、第23話「山谷ブルース」や第24話「急行十和田2号」など、ゲストキャラを主軸にした作品も登場。物語終盤では、籠城や暴力団全国統一計画などスケールの大きな事件を扱うようになり、ハイテンポな演出に乗せたハードで重厚な作風の社会派刑事ドラマへとシフトチェンジしていった。
作品面では高く評価され、後述の通り放送期間も当初の予定から1ヶ月延長されたものの、視聴率は伸び悩んだことから、翌年放送のシリーズ第2弾『大都会 PARTII』では、アクションを前面に押し出した作風へのシフトが図られることとなる。

## 登場人物

### メインキャスト
黒岩 頼介【くろいわ らいすけ】（演：渡哲也）
警視庁巡査長・刑事部捜査第4課勤務。
群馬県嬬恋村三原出身（第5話より）。警視庁管内に名を轟かせる「深町軍団」の一員であり、城西警察署の捜査本部へ派遣されている。奈良の大和警察署暴力犯係だった頃、妹・恵子の強姦事件がきっかけで発狂寸前となったことから長野県警察本部へ異動。その後、深町に拾われる形で警視庁勤務となった。柔道5段、空手3段、逮捕術1級で無口ではあるが、自分の過去の出来事が事件の捜査とダブることが多く、それゆえ捜査方針と自らの心境との間で、絶えず苦悩する。常に丸山とコンビを組むため、他の刑事と組む事は殆ど見られない。妹思いであり、照れ屋の一面もある。銭湯通い。両親が居らず家族は妹のみという設定、物語中盤から五分刈り頭となるなど、以降のシリーズにおける黒岩のイメージは本作品にて形作られていくこととなる。愛称「クロ」「クロさん」。
滝川 竜太【たきがわ りゅうた】（演：石原裕次郎）
東洋新聞社会部記者・警視庁第3方面クラブ（城西署記者クラブ）キャップ。黒岩の高校の先輩でもあり、妻と2女の家庭を持つ。無類の博打好きであることから、「バクさん」と異名を取る。記者としては有能であるが、「人を傷つける記事は書かない」という信念を持ち、それゆえに社内では未だに平キャップ止まり。
黒岩 恵子【くろいわ けいこ】（演：仁科明子）
頼介の妹。兄と二人暮らしで、渋谷パルコの婦人下着売り場に勤務する。明るく人懐っこい性格であるが、その裏には兄に対する報復で暴力団に輪姦された過去があり、その呪縛が兄妹の前途に重く圧し掛かっている。

### 警視庁捜査四課
深町 行男【ふかまち ゆきお】（演：佐藤慶）
課長・警視。「深町軍団」を率いる警視庁きっての強硬派であり、組織暴力殲滅の為には手段を選ばない非情な冷血漢。その反面甘い物好きで、常にチョコレートを口にしている。自ら現場へ赴き指揮をとることは多くない。

一色 光彦【いっしき みつひこ】（演：玉川伊佐男）
課長代理。深町課長不在の際に部下に命令を下す。温厚な紳士然としているが、その反面で皮肉屋の一面があり、事件の関係者の反感を買うことがある。マスコミからの追求を避けるべく、部下に責任を押し付けるなど深町寄りの冷酷さを見せることもある。
加賀見 乙吉【かがみ おときち】（演：中条静夫）
係長・警部。仕事には厳しいが根は人情家であり、深町や一色と比べると現場寄りのスタンス。また直々に捜査へ出ることも多い。第4話では、松川に息子の就職の世話を願い出た。
丸山 米三【まるやま よねぞう】（演：高品格）
巡査部長。暴力犯捜査の大ベテランで、黒岩にとって先輩格であることから、全話通して殆ど黒岩と行動を共にしている。愛称「とぼけの丸さん」、「丸さん」。千葉県在住。仕事帰りにその日の夕食の食材をスーパーで調達するなどマイホーム・パパ的な一面も見せる。

### 城西署捜査四課
作中では城西署側の拠点の部署名は明示されておらず、課長などの役職者は登場しない。また、部屋の表札には「刑事室」と記されている。
高木 吾一【たかぎ ごいち】（演：草薙幸二郎）
巡査部長。暴力犯捜査のベテランで厳しい取り調べをするが、待機中の雑談などでは気さくな面も垣間見せる。
大内 正【おおうち ただし】（演：小野武彦）
丸山同様、黒岩の先輩格にあたる。黙々と捜査に当たる生真面目な行動派だが、自分の代理で平原が負傷した事を悔いる黒岩へ励ましの言葉を掛けるなど、細やかな気遣いが出来る好漢でもある。愛称は特にないが、黒岩から一度だけ「坊さん」と呼ばれる事があった。
平原 春夫【ひらはら はるお】（演：粟津號）
東北訛りが特徴的な、刑事部屋のムードメーカー。神奈川県厚木市本厚木在住。家族は妹がおり、第20話のラストにて黒岩や恵子と一緒に怪我を負った平原を見舞いに行く姿が描かれている。苦悩の末に料理屋勤めの恋人と身を固める決意をする（第26話）。大内同様、愛称は特になし。
清水 英子【しみず えいこ】（演：新井春美）
事務員。元刑事の父を持ち、終盤で黒岩との縁談話が持ち上がる。

### 東洋新聞記者クラブ
日高 明【ひだか あきら】（演：寺尾聰）
滝川の片腕であると同時に、バクチ仲間でもある若手記者。調子の良い反面、やや刹那的な性格。一度「家庭部」に左遷の危機が訪れるも、滝川の機転で何とか記者クラブに留まった（第16話）。
由比 大三郎【ゆい だいざぶろう】（演：北浦昭義）
中堅記者。滝川とコンビを組むことが多い。
九条 浩次【くじょう こうじ】（演：神田正輝 ※新人）
新米記者。元々裕福な家の出で、自身は変にエリート意識がある。私生活では、物語中盤あたりから恵子と恋人関係となり、物語終盤では縁談話にまでこぎつけるが、そこで彼女の「封印された過去」を知る（母親が彼女の事を探偵に調べさせた）。それでもなお彼女への愛は揺るがなかったが、最終的には恵子の側から別れを告げられる（第29話）。
- 当初九条役には、当時大川橋蔵の門下生だった五代高之を裕次郎自ら推挙していたが、最終的には岡田晋吉らの強い推薦により神田正輝に決定した。本作品にて、俳優として芸能界デビューした神田が、制作元にして所属事務所の石原プロモーションから受け取った最初の1ヶ月分（話数にして4本分）のギャラは6万円であるが、これは当時神田が仕事としていたスキー用品のテスターのギャラよりも遙かに低かったという。

### 毎朝新聞記者クラブ
松川 純一郎【まつかわ じゅんいちろう】（演：宍戸錠）
キャップ。滝川とは仕事・麻雀共にライバルである。愛人を連れて温泉場にしけ込むなど、かなりの好色家。
大久保 昭彦【おおくぼ あきひこ】（演：平泉征）
暴力団組長の実娘の結婚式に絡む取材の報復で、組長の運転手（清水健太郎）の襲撃を受け負傷するが、その後元気に記者クラブに復帰した（第11話、第15話）。
南【みなみ】（演：武藤章生）

### 中央タイムス社記者クラブ
木内【きうち】（演：柳生博）
キャップ。同じキャップの滝川、松川とは麻雀仲間でもある。母校の裏口入学に絡む事件で捜査4課に協力を申し出る（第11話、第18話）。
新井【あらい】（演：山根久幸）
吉乃【よしの】（演：浜田晃）

### バー「ムンク」
三浦 直子【みうら なおこ】（演：篠ヒロコ）
ママ。自身が被害者となった強姦事件（第2話）をきっかけに黒岩と知り合い、それ以来親密な関係となる。黒岩や滝川にはあくまでも気さくに接するものの、どこか陰のある女性であり、黒岩の再三に渡る忠告にもかかわらず、幾度となく暴力団関係の情報を提供し続けてきた。
物語終盤にて、その正体が政財界のフィクサー・桂木（山内明）の情婦であるという事実が明かされる。やがて黒岩との結婚と裏社会からの訣別を決意するが、素性を知った深町の暴力団壊滅頂上作戦に利用される格好となり、結局は桂木との関係を継続することを選択。自分が黒岩に愛される資格がないことを悟り、桂木と共に香港へと脱出した。
女性歌手（演：牧村三枝子）
店内で「赤提灯の女」を歌う女性歌手。
- 作中にて彼女が歌う『赤提灯の女』は、裕次郎がボツと言った曲を採用したものであった。当時、裕次郎があたると言った曲は売れず、逆にダメと言った曲がヒットするジンクスがあったことによるものである。

木島 ひろみ【きじま ひろみ】（演：丸尾リエ）
ホステス。多摩税務署に勤める兄がいたが、作中でヒロポン密造中の爆発事故に巻き込まれ死亡している（第14話）。物語終盤では滝川と連れ添って食事に出る場面もある。

## 劇中用語
深町軍団
4課長である深町の直属チームとして、警視庁捜査第4課から選りすぐられた精鋭部隊の通称。関西・潮会の東京進出をきっかけに、城西署を拠点とした暴力団壊滅作戦を展開する。
潮会
関西を拠点とする広域指定暴力団。関東への勢力拡大を狙い、城西地区の縄張を次々に侵攻。やがて罪無き市民をも巻き込んだ一大抗争へと発展していく。
その裏では、フィクサー・桂木を中心とした暴力団全国統一計画が着々と進んでいた。

## スタッフ
本作品を含めた『大都会』シリーズのオープニングは、いずれも村川透が監督を担当している。
- 制作 - 石原裕次郎
- 企画 - 岡田晋吉（日本テレビ）、小林正彦
- プロデューサー - 山口剛（日本テレビ）、石野憲助、森川一雄
- 撮影 - 金宇満司、前田米造、高村倉太郎、有吉英敏、萩原憲治、萩原泉、山崎善弘
- 照明 - 椎葉昇、渡辺三雄
- 美術 - 小林正義
- 録音 - 佐藤泰博、橋本泰夫
- 整音 - 橋本文雄、高橋三郎、古山恒夫
- 編集 - 渡辺士郎
- 助監督 - 渡辺拓也、正森和郎
- 記録 - 土居久子、内田絢子、杉山昌子
- 制作担当 - 高山正彦、江島進
- 監督助手 - 門利範雄、天間敏広、丸久生、原隆仁
- 撮影助手 - 宮川弘、高橋達美、芦澤明子、宗田喜久松
- 照明助手 - 熊谷茂、椎野茂、高梨悦夫
- 録音助手 - 赤坂隆一、浦田和治、中村淳、米山靖
- 編集助手 - 原桂一、阿部啓一
- 制作進行 - 岩坪優、壇喧太
- 音楽 - 伊部晴美、ゼロ座標
  - 作曲 - 篠原仁志、渡辺孝好、小泉良司、笹沢一宏
  - オープニングテーマ『大都会のテーマ』
作曲 - 篠原仁志 / 編曲 - 伊部晴美、ゼロ座標
  - 挿入歌『赤提灯の女』
作詞 - 矢吹光 / 作曲 - 真木陽 / 編曲 - 早川博二 / 唄 - 牧村三枝子
- 音楽協力 - ポリドール・レコード
- 選曲 - 鈴木清司
- 音楽ディレクター - 塚越一巳（ポリドール）
- 音響効果 - 小島良雄（日活効果）
- 録音スタジオ - アオイスタジオ、櫂の会
- 題字 - 賀茂牛道人
- 技斗 - 山口博義（久世七曜会）、渡井嘉久雄（日活技斗）
- 刺青 - 霞涼二
- スチール - 野上哲夫、住之江幸雄（テシコ）
- 美粧 - 榊原辰巳、梅沢文子（山田かつら）
- 衣装 - 第一衣裳
- 小道具 - 高津映画装飾
- 現像 - 東洋現像所
- 衣裳協力 - オンワード
- 撮影協力 - 富士工、国際産業、インテリア井門、月星化成
- 制作 - 石原プロモーション

### 放映方式
- メディア:カラー16mmフィルム
- 音声:モノラル

## 放送日程
- 第8話「俺の愛したちあきなおみ」は、現役の歌手の名がサブタイトルに使われたことで放送前から話題となった。同話数にて監督を務めた村川透によれば、裕次郎がちあきの熱烈なファンだったこと、さらに宍戸錠の実弟であり日活仲間の郷鍈治が、ちあきと結婚間近だったこともあり、ご祝儀的な意味合いから企画されたという。同話数への返礼なのか、郷鍈治は第24話にゲスト出演している[10]。
- 当初、本作品は2クール前後・25回の放送予定（放送当時は現在のように改編期にスペシャル特番を放送することがあまりなく、連続ドラマも中断されることなく放送された）だったが、初動の視聴率が好調であったことから3クールへの延長が内定した。このため、当初は全話を倉本と斉藤憐のシナリオで構成する予定だったが、追加されたエピソードは永原秀一など、別の脚本家が担当することになった[11]。最終的には、病床から回復間もない渡哲也の体調面への配慮もあり、追加制作回数は1クール未満となる6回に留まっている。

| 放送回 | 放送日  | サブタイトル            | ゲスト | 脚本              | 監督     |
| ------ | ------- | ----------------------- | --- | ----------------- | -------- |
| 1      | 1月06日 | 妹                      | 石橋蓮司、浜口竜哉、山岡正義、永尾英彦、百良雄、村上幹夫、若尾義昭、鈴木真利子、西川篤美、岸本功、水沢アキ | 倉本聰            | 小澤啓一 |
| 2      | 1月13日 | 直子                    | 西尾三枝子、原田雅子、高橋明、亀山靖博、溝口拳、谷文太、中平哲仟、森みどり、田島リエ、仲井とし江、横田楊子、影山丈二、山岡正義、伊藤浩二、伊吹吾郎                                                                                            | 倉本聰            | 小澤啓一 |
| 3      | 1月20日 | 身がわり                | 三木聖子、深江章喜、潮健児、観世栄夫、亀山靖博、沢美鶴、原田雅子、佐藤了一、奥村真悟、湯川勉、永尾英彦、槙ひろ子、出目勝幸、渡辺篤史 | 斎藤憐            | 降旗康男 |
| 4      | 1月27日 | 協力者                  | 小鹿番、久遠利三、滝恵一、亀山靖博、田畑善彦、庄司三郎、永尾英彦、矢藤昌宏、森みどり、大谷木洋子、石原正信、岡本麗、深町真喜子、高橋悦子、入江式部、西原泰江、松田優作                                                                        | 倉本聰            | 村川透   |
| 5      | 2月03日 | めぐり逢い              | 蟹江敬三、吉田由貴子、亀山靖博、堺美紀子、荒井玉青、小泉郁之助、加納千嘉、岩名雅記、小見山玉樹、木村章平、小林みどり、広田ゆり子、宮下順子 | 斎藤憐            | 降旗康男 |
| 6      | 2月10日 | ちんぴら                | 朝倉隆、小瀬朗、柳瀬志郎、市村博、山岡甲、森正親、三島新太郎、杉浦旦、土羅吉良、鈴木功、白川いづみ、林ゆたか、浅田美代子 | 永原秀一          | 村川透   |
| 7      | 2月17日 | おんなの殺意            | 丘奈保美、吉田豊明、伊達三郎、浅野謙次郎、八名信夫、伊豆見英輔、菅原義夫、町田幸夫、秋山京子、樋口マキ、泉しのぶ、田中恵美子、岡崎二朗、赤座美代子                                                                                            | 大津皓一 塩田千種 | 小澤啓一 |
| 8      | 2月24日 | 俺の愛した ちあきなおみ | 関川昇、蜷川幸雄、服部妙子、児玉謙次、大辻慎吾、神山勝、小池雄介、杉田秀明、木村章平、下馬二五七、高橋洋子 | 倉本聰            | 村川透   |
| 9      | 3月02日 | 解散                    | 神田隆、五条雅丈、小笠原弘、中平哲仟、青木富夫、檀喧太、北上忠行、影信ノ介、福井友信、倉富勝士、浅田奈々、青木義朗 | 永原秀一          | 小澤啓一 |
| 10     | 3月09日 | 憎しみの夜に            | 曽根晴美、今井健二、江角英明、芹明香、青木卓司、坂垣大助、渡辺巌、団巌、白川恵子、川田志保、吉田理恵、ジャンボ久世、内田あかり | 野上龍雄          | 村川透   |
| 11     | 3月16日 | 大安                    | 内田朝雄、大関優子、清水健太郎、早川雄三、加藤和夫、山口哲也、三角八郎、小見山玉樹、名川貞郎、入江正徳、大川万裕子、瀬下美由記、いずみ忍、山川弘乃、菊地留男                                                                                  | 倉本聰            | 降旗康男 |
| 12     | 3月23日 | 女ごころ                | 森次晃嗣、幸田宗丸、溝口拳、戸塚孝、西尾啓、大宮幸悦、新井一夫、永野明彦、中尾ミエ | 大津皓一          | 降旗康男 |
| 13     | 3月30日 | 再会                    | 剛達人、石橋蓮司、丸山詠二、大前田武、西本正、加川三起 城山美紀、山本周、森下明、花城隆、久保田鉄男、小宮真二、藤岡琢也 | 永原秀一          | 澤田幸弘 |
| 14     | 4月06日 | もう一人の女            | 真屋順子、高木均、黒部進、亀山靖博、伊藤豪、上田耕一、松風はる美、田野井ゆかり、下河原純、戸塚孝、新井一夫、鎌倉敏明、小西俊雄 | 大津皓一 永原秀一 | 澤田幸弘 |
| 15     | 4月13日 | 前科者                  | 室田日出男、原田清人、早野寿郎、坂本長利、西尾啓、山本武、稲川善一、五藤雅博、杉浦旦、脇坂奎平、足立義夫、藤竹修、島村謙次、北上忠行、目黒幸子、春川ますみ                                                                                    | 倉本聰            | 村川透   |
| 16     | 4月20日 | 私生活                  | 永井譲滋、福岡正剛、菊地靖子、長弘、水木京一、近松敏夫、露木護、佐藤了一、俵一、斉藤英雄、足立義夫、十時じゅん、高山千草、橘田良江、摂祐子、高橋直美、白川いずみ、いしだあゆみ                                                                | 斎藤憐            | 村川透   |
| 17     | 4月27日 | 約束                    | 高橋悦史、栗田ひろみ、佐藤蛾次郎、富田仲次郎、坂本長治、日野道夫、浅野謙次郎、菅沼格、檀喧太、八代康二、近江大介、玉井謙介、相原巨典、山岡正義、竹野美千代、由起艶子                                                                          | 斎藤憐            | 小澤啓一 |
| 18     | 5月04日 | 少年                    | 田仲慎司、鳳八千代、内田稔、太刀川寛、宮川洋一、小林勝彦、富田浩太郎、鳴門洋二、山田禅二、相沢治夫、夏海千佳子、加地健太郎、浅野進治郎、金井真喜子                                                                                            | 倉本聰            | 村川透   |
| 19     | 5月11日 | 受難                    | 菅貫太郎、中島久之、苅谷俊介、森幹太、舛田紀子、里木佐甫良、池田鴻、益田愛子、大宮幸悦、花城隆、戸塚孝、丘みつ子 | 永原秀一          | 小澤啓一 |
| 20     | 5月18日 | 週末                    | 伴淳三郎、橋爪功、大前均、たこ八郎、足立由起、溝口拳、佐藤了一、小見山玉樹、森下明、庄司三郎、矢野宏、村山憲三、鈴木隆子、飯田テル子 | 倉本聰            | 村川透   |
| 21     | 5月25日 | スクープ                | 白川望美、森正親、福岡正剛、伊藤豪、伊藤光一、三重街恒二、木村和代、睦五郎 | 永原秀一 峯尾基三 | 山本迪夫 |
| 22     | 6月01日 | スター                  | 高橋長英、北村総一朗、福岡正剛、柴田昌、神ひろし、荻原紀、勝田久、首藤廣子、竹野美千代、戸塚孝、大宮幸悦、新井一夫、花城隆、西尾啓、佐野厚子                                                                                                  | 柏原寛司          | 山本迪夫 |
| 23     | 6月08日 | 山谷ブルース            | 志賀勝、黒部進、近藤宏、山谷初男、苅谷俊介、榎木兵衛、檀喧太、清水国雄、里見たかし、森下明、野瀬哲男、清水宏、杉田秀明、杉本美樹、古賀正行、あきじゅん                                                                                        | 倉本聰            | 澤田幸弘 |
| 24     | 6月15日 | 急行十和田2号           | 川谷拓三、郷鍈治、加川三起、重松収、中島ひとみ、丸山清一、坂口良子 | 金子成人          | 澤田幸弘 |
| 25     | 6月22日 | アバンチュール          | 木の実ナナ、富川澈夫、沢美鶴、石川えり子、荒井玉青、山岡正義、北上忠行、石光豊、相原巨典、永尾英彦、さいとうゆき、牧れいか、浅田奈々、岩崎加根子                                                                                              | 斎藤憐            | 小澤啓一 |
| 26     | 6月29日 | 顔                      | 八名信夫、四方正美、谷本一、八代康二、氷室浩二、木下陽夫、村上幹夫、名川貞郎、西朱実、亀井和子、水乃麻希、広田ゆり子、横田楊子、近藤晴美、小島亀良、内藤杏子                                                                                  | 永原秀一 峯尾基三 | 小澤啓一 |
| 27     | 7月06日 | 雨だれ                  | 柴田侊彦、勝部演之、大辻慎吾、吉原正皓、町田幸夫、猪野剛太郎、三縄智、宇乃壬麻、松浪志保、泉よし子、秋山京子、賀川修嗣、大矢兼臣、小見山玉樹、谷文太、岩城和男 、鈴木泰明、大宮幸悦、森下明、城海峯、寺田和彦、ふくち華世、高間佐恵、稲野和子 | 倉本聰            | 舛田利雄 |
| 28     | 7月13日 | 不法侵入                | 大門正明、下條正巳、桂木梨江、中平哲仟、田畑善彦、佐藤了一、小坂生男、伊佐山ひろ子、初井言榮 | 斎藤憐            | 舛田利雄 |
| 29     | 7月20日 | 恵子                    | 滝田裕介、蜷川幸雄、三田悠子、小泉郁之助、水木京一、久遠利三、野口みどり、宮田光、柿沼真二、柳川慶子 | 倉本聰            | 村川透   |
| 30     | 7月27日 | 縁談                    | 今井健二、田島義文、松下達夫、浅野進治郎、五條博、浅野謙次郎、横田楊子、山田禅二、近江大介、亀山靖博、風見妖子、十時ジュン、山本由美子、山内明                                                                                                | 倉本聰            | 村川透   |
| 31     | 8月03日 | 別れ                    | 橋本功、日野道夫、片岡五郎、苅谷俊介、今井健二、五條博、森正親、浅野謙次郎、檀喧太、阿木五郎、矢藤昌宏、岸本功、浜口竜哉、河野道継、中島茂樹、福島和子、山本美砂子、山内明                                                                    | 倉本聰            | 村川透   |

## 2次放送・ソフト化
本作品を含む『大都会』シリーズは、1980年代後半の地上波再放送を最後に再放送が行われず、映像ソフト化についても一切行われていなかったため、一時期は視聴が非常に困難な状態となっていた。その後2007年9月より、CS放送局の日テレプラスで再放送が行われ、以降も2012年にHDリマスター版を初放送したチャンネル銀河や、ホームドラマチャンネル（いずれもCS局）、BS11（BS局）など、様々なプラットフォームで放送・配信が行われている。
映像ソフトについては、2012年に始まった石原プロ創立50周年プロジェクトの一環として、同年4月18日に全話収録のDVD-BOXがポニーキャニオンよりリリースされた。2021年には低価格版のDVD-BOXが、8月4日に他のシリーズ作品のDVD-BOXと同時発売された。

### サウンドトラック
サウンドトラック盤は、放送当時にポリドールよりLP盤が2枚リリースされ、1992年にはCDとしてもリリースされている。また1995年には、このサントラ盤に未収録の楽曲を集めた「大都会-闘いの日々- ミュージックファイル」も、バップよりリリースされた。
2007年4月25日には、ポリドールより発売された『大都会』シリーズのサントラ盤5枚組セット『大都会オリジナル・サウンドトラック　プレミアム・ボックスCD』が、ユニバーサルミュージックより発売。当時既に廃盤となっていた、これらのサントラ盤の復刻としての側面も持つ商品であるが、同商品では本作品のサントラ盤のVol.2のみ未収録となっており、2023年3月22日に限定盤としてリリースされた『大都会 オリジナル・サウンドトラック PREMIUM BOX -COMPLETE EDITION-』にてようやく、このVol.2も含める形での商品化が実現した。またこれに先立って、2017年3月29日にはユニバーサルミュージックが展開していた「サントラ1000」キャンペーンの一環として、CD版のサントラ盤2枚が単品として再リリースされている。